# Oran
Oran (arabsky وهران‎, Wahrán, francouzsky Oran) je druhé největší město Alžírska a významný přístav, který se nachází na pobřeží Středozemního moře v severozápadní části země asi 450 km západně od hlavního města Alžíru. Město je správním centrem provincie Oran a žije zde přibližně 803 tisíc obyvatel, v aglomeraci asi 1,5 milionu obyvatel.

## Doprava

### Tramvajová doprava
První tramvaje tažené koňmi v Oranu jezdily od roku 1881, v roce 1899 se objevily první elektrické vozy. Alžírská vláda zde v současnosti zřizuje moderní tramvajovou dopravu. Plánovaná délka tratí je 17,7 kilometrů se 32 zastávkami. Vozový park zajišťuje společnost Alstom, která dostala zakázku na 30 tramvají Citadis (budou vyrobené v Barceloně). Celková cena projektu je 355 miliónů eur. První tramvaje zde vyjely v květnu 2013.

## Slavní rodáci a obyvatelé
- Hélène Cixous, francouzská filozofka a feministka
- Alain Chabat, francouzský herec a režisér
- Yves Saint-Laurent, módní návrhář
- Patricia Lavila, francouzská zpěvačka

## Partnerská města
- Alicante, Španělsko
- Bordeaux, Francie
- Dakar, Senegal
- Durban, Jihoafrická republika
- Elche, Španělsko
- Gdaňsk, Polsko
- Havana, Kuba
- Rangpúr, Bangladéš
- Sfax, Tunisko
- Udžda, Maroko
- Zarká, Jordánsko

## Galerie

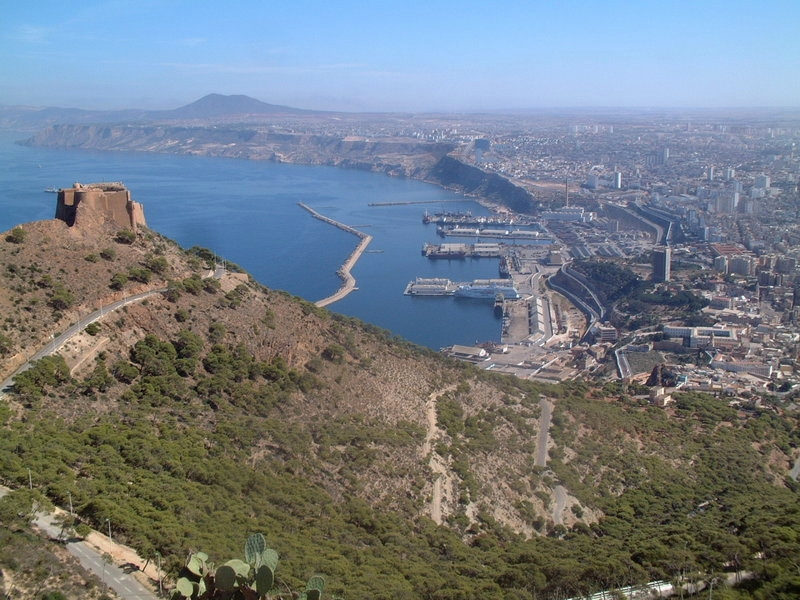
Pohled na přístav a město Oran